# Herb Legnicy

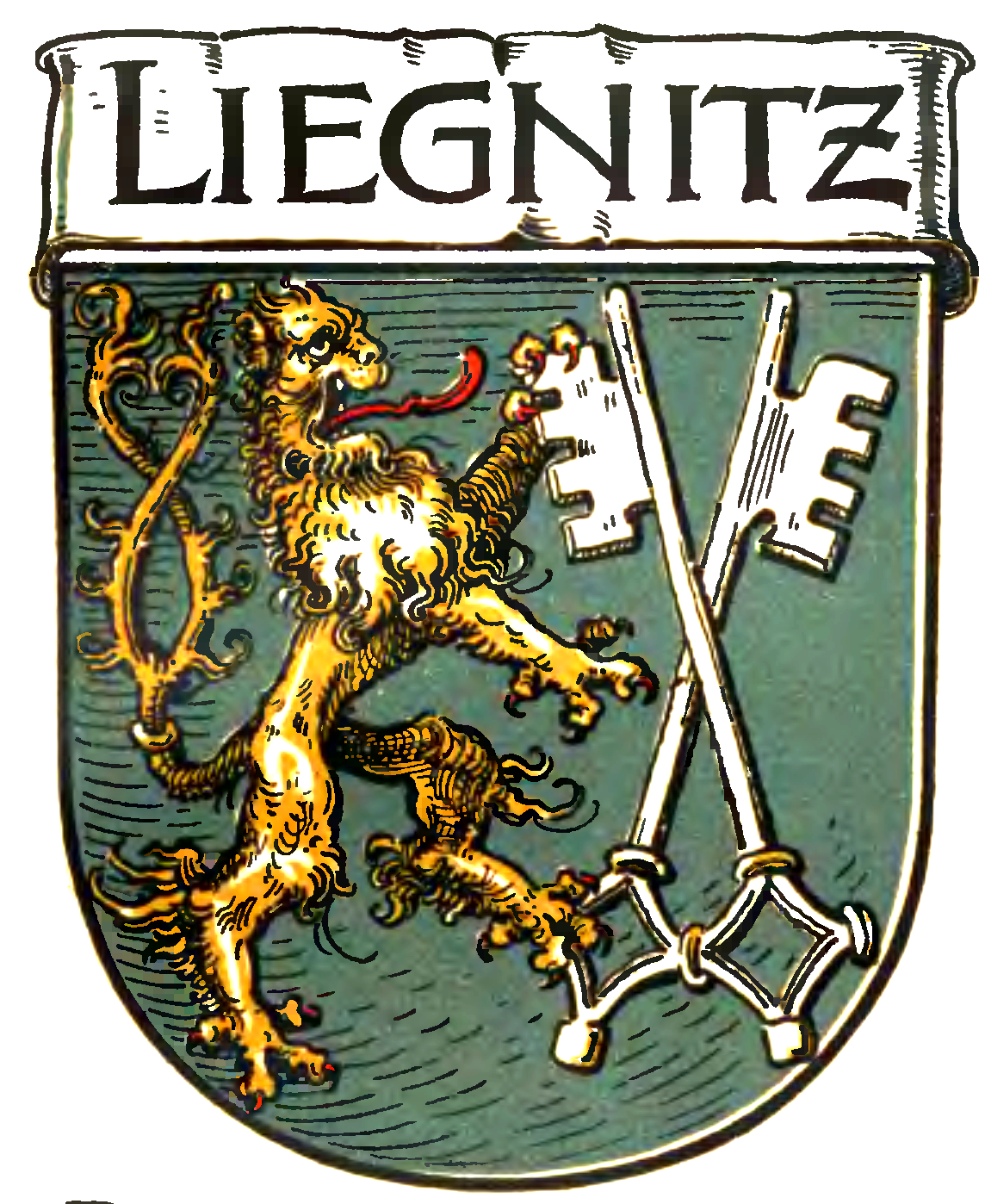
Herb Legnicy, grafika z XIX wieku

Herb Legnicy – jeden z symboli miejskich Legnicy w postaci herbu.

## Wygląd i symbolika
Herb Legnicy przedstawia w polu błękitnym wspiętego, złotego lwa zwróconego w lewo, trzymającego w łapach dwa, skrzyżowane srebrne klucze.
Lew w herbie symbolizuje zwierzchność Korony Czeskiej, a klucze są atrybutem św. Piotra, patrona Legnicy.

## Historia
Pierwsza znana pieczęć miejska z XIII/XIV w. przedstawiała w godle siedzącą postać św. Piotra z kluczem w ręce, w otoczeniu dwu wież, nad łukiem blankowanego muru miejskiego. Na kolejnych pieczęciach widniała już tylko postać św. Piotra (bez elementów architektury), a na pieczęci z około 1369 roku znajdowała się jeszcze postać św. Pawła z mieczem. W roku 1453 król Władysław Pogrobowiec nadał nowy herb (obecnie obowiązujący) lecz nie zdobył on uznania mieszczan i odszedł w zapomnienie.

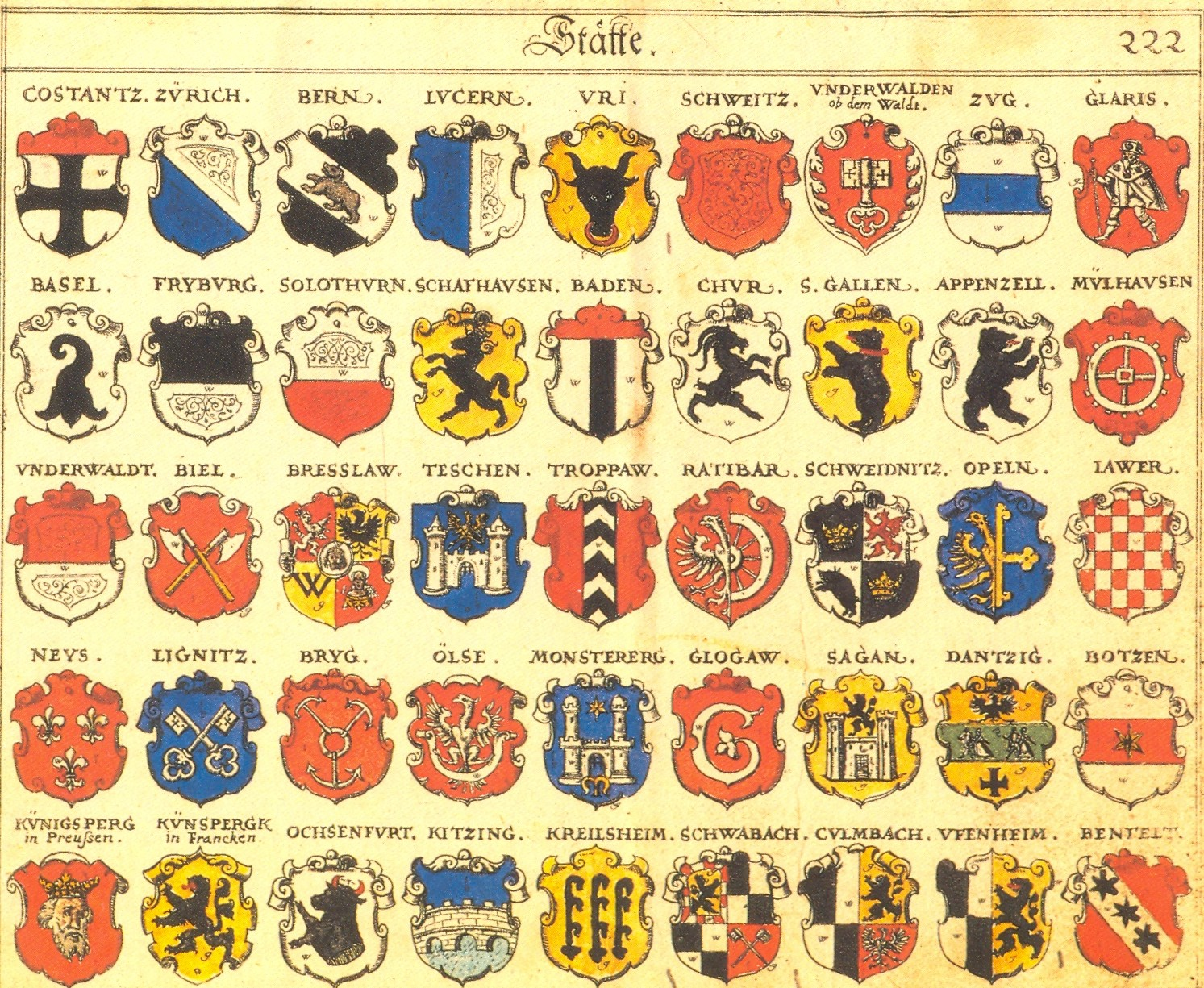
Herb Legnicy w herbarzu Johanna Siebmachera (drugi z lewej w czwartym rzędzie)

W epoce nowożytnej miasto jako swego znaku na pieczęciach i na monetach używało wizerunku dwu czerwonych skrzyżowanych kluczy (atrybut św. Piotra) w polu srebrnym. Wizerunek ówczesnego symbolu miasta znalazł się na misach obu fontann legnickiego rynku.
W 1807 roku mieszczanie legniccy zaczęli korzystać, za zgodą władz, z wizerunku opisanego w przywileju herbowym króla Władysława, od tego czasu w mieście obowiązuje herb z lwem.